# Triaeris berlandi
Triaeris berlandi là một loài nhện trong họ Oonopidae.
Loài này thuộc chi Triaeris. Triaeris berlandi được George Newbold Lawrence miêu tả năm 1952.